# Catherine Nesci
Pour les articles homonymes, voir Nesci.
Catherine Nesci, née en 1958, est une universitaire française, professeure de littérature comparée et d'études françaises à l'université de Californie à Santa Barbara depuis 1986. Elle est spécialiste de la littérature française du XIXe siècle, de l'illustration romantique et des études de genre.

## Biographie
Catherine Nesci est ancienne élève de l'École normale supérieure de Fontenay-aux-Roses (1978-1982), agrégée de lettres modernes (1981); elle a soutenu sa thèse de doctorat à l'université Paris-VII. Elle a enseigné au Collège Bryn Mawr (1982-1986), et depuis 1986 elle est professeure de littérature comparée et des études françaises et féministes à l'université de Californie à Santa Barbara.
Spécialiste des littératures françaises et comparées modernes et contemporaines, elle travaille actuellement sur les études urbaines et spatiales, et les genres de la modernité urbaine: flânerie, psychogéographie, bas-fonds, détection, enquête, cartographies littéraires, gothique urbain, paysages urbains. Ses travaux les plus récents portent sur l’espace, les lieux et la mémoire dans la fiction contemporaine et les écrits de femmes, ainsi que sur la Shoah et les génocides dans la littérature. Ses domaines de recherches comprennent également les Disability Studies, la philosophie morale et les éthiques du « care ».
Elle est codirectrice de la collection « Culture and Conflict » avec Isabel Capeloa Gil (Université catholique de Lisbonne) et Paulo de Medeiros (Université Warwick) chez De Gruyter-Brill.

## Publications
- La Femme, mode d'emploi : Balzac, de la Physiologie du mariage à La Comédie humaine, French Forum Publishers, 1992, 244 p.[4] .
- [co-dir.] avec Gerald Prince et Gretchen Van Slyke, Corps/Décors : Femmes, Orgie, Parodie, Hommage à Lucienne Frappier-Mazur, Amsterdam, Rodopi, 1999, 355 p.[5].
- Le Flâneur et les flâneuses : Les femmes et la ville à l’époque romantique, Grenoble, ELLUG, Université Stendhal, 2007, 440 p. (ISBN 978-2-84310-105-2)[6].
- [co-dir.] avec Olivier Bara, Écriture, performance et théâtralité dans l’œuvre de George Sand, Grenoble, UGA, 2019, 576 p. (ISBN 2377470718)[7]; 1e édition, ELLUG, 2014.
- Catherine Nesci (dir.), American Mysterymania : du récit des bas-fonds au film noir et au Steampunk (1840-2015)/ from the underworld novel to film noir and Steampunk, Médias19, 2018 (lire en ligne).